# 克什克腾旗渔场
克什克腾旗渔场，是中国内蒙古自治区赤峰市克什克腾旗下辖的一个类似乡级单位。

## 行政区划
克什克腾旗渔场共辖以下地区：
渔场虚拟。